# كريستوفر مكناوغتون
كريستوفر مكناوغتون (بالألمانية: Christopher McNaughton)‏ مواليد 11 أكتوبر 1982، هو لاعب كرة سلة ألماني بدأ مسيرته الاحترافية في سنة 2001 يلعب مع فريق نيكار ريزن لودفيغسبورغ في الدوري الألماني لكرة السلة. يبلغ طوله 6 قدم 11 بوصة (2.1 م).

## فرق لعب لها
- إي دبليو إي باسكتس أولدنبورغ
- نيكار ريزن لودفيغسبورغ

## روابط خارجية
- كريستوفر مكناوغتون على موقع الاتحاد الدولي لكرة السلة (الإنجليزية)
- كريستوفر مكناوغتون على موقع كرة السلة الأوروبية.كوم (الإنجليزية)
- كريستوفر مكناوغتون على موقع كلية كرة السلة في سبورتس رفرنس.كوم (الإنجليزية)
- كريستوفر مكناوغتون على موقع ريلجم (الإنجليزية)
- كريستوفر مكناوغتون على موقع بروبوليرز (الإنجليزية)
- كريستوفر مكناوغتون على موقع سبورتس رفرنس (الإنجليزية)